# SURF1
SURF1 (англ. SURF1, cytochrome c oxidase assembly factor) – білок, який кодується однойменним геном, розташованим у людей на короткому плечі 9-ї хромосоми. Довжина поліпептидного ланцюга білка становить 300 амінокислот, а молекулярна маса — 33 331.
| 10         |  | 20         |  | 30         |  | 40         |  | 50         |
| ---------- |  | ---------- |  | ---------- |  | ---------- |  | ---------- |
| MAAVAALQLG |  | LRAAGLGRAP |  | ASAAWRSVLR |  | VSPRPGVAWR |  | PSRCGSSAAE |
| ASATKAEDDS |  | FLQWVLLLIP |  | VTAFGLGTWQ |  | VQRRKWKLNL |  | IAELESRVLA |
| EPVPLPADPM |  | ELKNLEYRPV |  | KVRGCFDHSK |  | ELYMMPRTMV |  | DPVREAREGG |
| LISSSTQSGA |  | YVVTPFHCTD |  | LGVTILVNRG |  | FVPRKKVNPE |  | TRQKGQIEGE |
| VDLIGMVRLT |  | ETRQPFVPEN |  | NPERNHWHYR |  | DLEAMARITG |  | AEPIFIDANF |
| QSTVPGGPIG |  | GQTRVTLRNE |  | HLQYIVTWYG |  | LSAATSYLWF |  | KKFLRGTPGV |
|            |  |            |  |            |  |            |  |            |

A: Аланін

C: Цистеїн

D: Аспарагінова кислота

E: Глутамінова кислота

F: Фенілаланін

G: Гліцин

H: Гістидин

I: Ізолейцин

K: Лізин

L: Лейцин

M: Метіонін

N: Аспарагін

P: Пролін

Q: Глутамін

R: Аргінін

S: Серин

T: Треонін

V: Валін

W: Триптофан

Задіяний у такому біологічному процесі, як альтернативний сплайсинг. 
Локалізований у мембрані, мітохондрії, внутрішній мембрані мітохондрії.